# Filifascigera pluripora
Filifascigera pluripora är en mossdjursart som beskrevs av Ferdinand Canu och Ray Smith Bassler 1927?. Filifascigera pluripora ingår i släktet Filifascigera och familjen Frondiporidae. Inga underarter finns listade i Catalogue of Life.